# Massakren ved Eagle Nest Hills
”Massakren ved Eagle Nest Hills” i South Dakota er oglala lakotaerne og den senere høvding Red Clouds massakre på en sagesløs arapaho lejr i den tidlige sommer 1858. Massakren var en hævn for et fatalt oglala togt mod arikaraerne året før, der angiveligt var blevet forpurret af indfødte i gros ventre stammen, som er nært beslægtet med arapahoerne.:13 
Indianermassakren har intet officielt navn.
Eagle Nest Hills øst for byen Lodgepole, Perkins County, i det nordvestligste South Dakota omtales også som Eagle Nest Butte og Eagle Nest Mountain.:137 

## Optakten i 1857
I 1851 var en omfattende fredsaftale mellem flere prærieindianere blevet indgået ved Fort Laramie. Arapahoerne gik ind på fredsaftalen samtidig med bl.a. lakotaerne og arikaraerne. I forvejen plejede arapahoerne og lakotaerne generelt gode relationer med hinanden på denne tid,:37  men afhængigt af den aktuelle situation i de enkelte lejre kunne dette hurtigt ændre sig.:136  Lakotaerne og arikaraerne havde en konfliktfyldt fortid, og den indgåede fredsaftale fik kun kortvarig betydning, da den langtfra dæmmede op for uenighederne mellem stammerne.:105 
I sommeren 1857 forlod Red Cloud og 24 andre beredne krigere deres lejr ved et ukendt sted nær Heart River, North Dakota, for at angribe arikaraerne i disses traktatbestemte landområder. Undervejs opdagede de en lille lejr gros ventres et sted ved Upper Missouri River, som de overfaldt.:127  Oglalaerne erobrede en del heste, men med et tab af en mand og tre sårede. Sammen med syv andre fra krigsgruppen søgte de tre ukampdygtige mænd tilbage mod deres egen lejr med alle hestene.:129 
Red Cloud og resten af krigerne fortsatte mod sydøst for at angribe arikaraerne ved Missouri River som først planlagt.:129  Tæt ved disses by ventede de til mørket faldt på for at erobre en hesteflok udenfor byen og måske også dræbe en tilfældig indbygger. Da krigerne red frem for at drive hesteflokken foran sig, rejste to rækker arikaraer sig op fra deres skjul. På tæt hold beskød de oglalaerne med både pile og kugler. To faldt øjeblikkeligt. Oglalaerne konkluderede, at den lille gros ventre lejr fra før måtte have varskoet arikaraerne.:130 
Ved at flygte ned ad Missouri River i en rund skindbåd reddede Red Cloud livet.:132  Da han drev afsted med strømmen på fjerdedagen, hørte han trommer fra en lejr tæt ved floden, som viste sig at tilhøre en gruppe brulé lakotaer. Efter at være kommet til kræfter i brulé lejren nåede han sin egen lejr flere dage senere.:134  Her havde man frygtet for hans liv. Andre fra den uheldsramte krigsgruppe var også vendt tilbage, men fire oglalaer udover de to dræbte i starten af kampen ved arikara byen forblev savnet.:135 

## Oglala lejren ved Eagle Nest Hills, sommeren 1858
Næste sommer stillede oglalaerne i den samme lejr som Red Cloud deres tipier op tæt på højderne i Eagle Nest Hills mellem North – og South Fork of Grand River i lakota territoriet. En morgen kom der meldinger om en ukendt lejr, der så ud til at nærme sig fra et sted omkring Slim Buttes, der lå ca. 35 km væk.:137  Mellem 200 og 300 krigere red ud for at undersøge sagen. En lejr cheyenner ville få lov til at passere, men ikke en arapaho lejr, som lakotaerne vidste var beslægtet med gros ventre folket, der bar skylden for sidste års nederlag.:138 

## Massakren på arapahoerne
Først på eftermiddagen nærmede de to grupper sig hinanden. De fleste oglalaer holdt sig skjult. Fra en bakketop gav Red Cloud og en mindre gruppe oglalaer tegn ned til den vandrende lejr om at stoppe i et fladt terræn. Adspurgt hvem de var, svarede de arapahoer. De omkring 50 familier var på vej nordpå for at besøge gros ventre stammen.:139 
Red Cloud holdt samtalen på tegnsprog i gang, mens oglala krigerne i skjul omringede deres udsete mål. Med ringen næsten sluttet opdagede arapahoerne fælden, og de flygtede hen mod den eneste åbning i cirklen af krigere. Oglalaerne tættest på de flygtende angreb dem, blev presset tilbage, men fik så støtte af samtlige oglalaer. Arapahoerne kæmpede forgæves for at holde deres forsvarsposition på en høj bakke med store kampesten.:136  De talmæssigt overlegne oglalaer dræbte snart alle mændene og også flere kvinder. De overlevende fra massakren tog sejrherrerne med tilbage til deres egen lejr ved Eagle Nest Hills.:140 

## Scenen for massakren
Den amerikanske geolog Ferdinand V. Hayden udforskede dele af South Dakota fra 1853 og årene derefter. På et ikke offentliggjort kort indtegnede han ”Scalp Mountain and Scenery in Cretaceous Formation – Sioux exterminated a village of Rappahoes on this Mountain” (”Skalp Bjerget og omegn i formation fra kridttiden – siouxer udryddede en lejr arapahoer på dette bjerg.”):136-137 